# Лейте, Элтон
Элтон Брант Алейшо Лейте (порт. Helton Brant Aleixo Leite; род. 2 ноября 1990, Белу-Оризонти) — бразильский футболист, вратарь.

## Биография
Его отец — вратарь Жоан Лейте да Силва Нето
Занимался футболом в академиях клубов — «Америка Минейро», «Гояс» и «Гремио». Во взрослом футболе дебютировал в 2011 году выступая за «Коринтианс Паранаэнсе», в составе которого принял участие в одном матче Лиги Паранаэнсе против «Операрио Ферровиарио» (1:2), после чего перешёл в клуб Серии Б «Боа», где не сыграл ни одного матча.
19 января 2012 года Элтон подписал контракт с «Ипатингой», за которую сыграл 23 матча в Серии Б, но не спас команду от вылета в третий дивизион. После этого молодой вратарь перешёл в клуб высшего дивизиона «Крисиума». 31 июля 2013 года Элтон дебютировал в Серии А в матче против «Португезы Деспортос» и в целом за сезон сыграл 11 игр чемпионата, но и с этой командой вылетел в низший дивизион.
7 января 2014 года Элтон Лейте стал игроком «Ботафого», где выполнял роль дублёра опытного Джефферсона, поэтому за команду из Рио-де-Жанейро за следующие четыре сезона своей игровой карьеры сыграл только 17 игр чемпионата. После того как клуб приобрёл нового вратаря Роберта Хуниора Фернандеса, Элтон окончательно потерял шансы закрепиться в «Ботафого» и в течение сезона 2018 года на правах аренды защищал цвета клуба «Сан-Каэтано», где принял участие в 10 играх Лиги Паулиста.
12 июня 2018 года Элтон заключил контракт с португальским клубом «Боавишта», в составе которого провёл следующие два года своей карьеры. Большинство времени, проведённого в составе «Боавишты», был основным голкипером команды.
8 августа 2020 года Лейте заключил пятилетний контракт с «Бенфикой». В первой половине сезона 2020/21 проиграл место в воротах греку Одиссеас Влаходимосу, но затем стал основным вратарём клуба.

## Достижения
«Крисиума»
- Победитель Лиги Катариненсе: 2013

«Ботафого»
- Победитель Серия B: 2015

«Бенфика»
- Финалист Кубка Португалии: 2020/21